# Sheik Mohamed Jamaludin
Sheik Mohamed Jamaludin (Paramaribo, 14 juli 1906 – 22 april 1961) was een Surinaams zakenman en politicus.

## Biografie
Hij zat in het bestuur van de Surinaamse Islamitische Vereniging (SIV) en de in 1946 opgerichte Moeslim Partij. Deze partij ging begin 1949 op in de Verenigde Hindoestaanse Partij (VHP) en bij de verkiezingen van 1949 kwam werd hij als VHP-kandidaat verkozen tot lid van de Staten van Suriname. Zijn zwager Ashruf Karamat Ali, die kandidaat was voor de KTPI, werd eveneens verkozen maar omdat deze minder stemmen kreeg, kon hij aanvankelijk niet beëdigd worden. Van de zes VHP-statenleden waren er twee moslim: Jamaludin en H.W. Mohamed Radja. Beide stapten in 1950 over naar de NPS. Bij de verkiezingen van 1951 werd hij niet herkozen en in 1961 overleed hij op 54-jarige leeftijd.